# Taras Bulba
|  | Per a altres significats, vegeu «Taras Bulba (Janáček)». |

Taras Bulba és una pel·lícula americano-iugoslava dirigida per J. Lee Thompson, estrenada el 1962. Ha estat doblada al català.

## Argument
Inspirat en la novel·la homònima de Nikolai Gógol, la història imaginària és situada al segle xvi, a Ucraïna. Amb l'ajuda dels Cosacs, els turcs són rebutjats pels polonesos. La victòria és seguida d'una massacre dels Cosacs zaporogues als quals els polonesos volen prendre les estepes. Els Cosacs supervivents decideixen dispersar-se per preparar la seva revenja. Taras Bulba (Yul Brynner) és un dels seus caps i es compromet a reunir la confraria dels zaporogues. Pren tanmateix la decisió d'enviar els seus fills, Andrei i Ostap (Tony Curtis i Perry Lopez), en una escola polonesa. La idea és estratègica: conèixer l'enemic. L'amor s'hi barreja. Andrei i la filla del governador, Natalia Dubrov, són les dues tórtores. Però el germà d'ella no suporta l'afront fet per aquest amor d'un salvatge. L'expedició punitiva es gira contra ell. Mor. Pels polonesos, és un crim i els dos fills de Taras Bulba han de fugir de Kíev més aviat del que havia previst. De tornada entre els seus, els cosacs zaporogues es reuneixen. Amb aquesta nova generació, s'aixeca un nou exèrcit Cosac. Assetgen una ciutat. Els sentiments amorosos d'Andrei per a Natalia, filla del governador, no faciliten les coses. Per amor a Natalia, per salvar-li la vida, Andrei canvia de camp.

## Repartiment
- Tony Curtis: Andrei Bulba
- Yul Brynner: Tarass Bulba
- Sam Wanamaker: Filipenko
- Brad Dexter: Shilo
- Guy Rolfe: el príncep Grigory
- Perry Lopez: Ostap Bulba
- George Macready: el governador
- Ilka Windish: Sofia Bulba
- Vladimir Sokoloff: el vell Stepan
- Vladimir Irman: Grisha Kubenko
- Daniel Ocko: Ivan Mykola
- Abraham Sofaer: Abbot
- Mickey Finn: Korzh
- Christine Kaufmann: Natalia Dubrov
- Richard Rust: el capità Alex
- Ron Weyand
- Vitina Marcus

## Premis i nominacions

### Nominacions
- 1963: Oscar a la millor banda sonora per Franz Waxman
- 1963: Globus d'Or a la millor banda sonora per Franz Waxman